# ويندي كروسان
ويندي كروسان هي ممثلة كندية، ولدت في 9 مايو 1956 بهاميلتون في كندا. من الجوائز التي نالتها جائزة إيرل غراي ‏ سنة 2016.

## أعمال

### أفلام
- (1993) الابن الصالح[7]
- (1997) اختطاف طائرة الرئيس[8][9][10]
- (2000) اليوم السادس[11]
- (2000) ما يكمن في الأسفل[12]
- (2006) الميثاق[13]
- (2006) بعيدا عنها[14]
- (2012) العهد[15]
- (2015) غرفة
- (2018) ديث وش

### مسلسلات
- 24
- الانتقام

## جوائز
- جائزة إيرل غراي [الإنجليزية]‏ (2016)

## وصلات خارجية
- ويندي كروسان على موقع IMDb (الإنجليزية)
- ويندي كروسان على موقع ميتاكريتيك (الإنجليزية)
- ويندي كروسان على موقع روتن توميتوز (الإنجليزية)
- ويندي كروسان على موقع ألو سيني (الفرنسية)
- ويندي كروسان على موقع ميوزك برينز (الإنجليزية)
- ويندي كروسان على موقع تيرنر كلاسيك موفيز (الإنجليزية)
- ويندي كروسان على موقع أول موفي (الإنجليزية)
- ويندي كروسان على موقع قاعدة بيانات الأفلام السويدية (السويدية)
- ويندي كروسان على موقع إن إن دي بي (الإنجليزية)
- ويندي كروسان على موقع قاعدة بيانات الفيلم (الإنجليزية)